# 夏康男
夏 康男（か こうなん、シャ・カンナン、1988年7月13日 - ）は中華人民共和国出身の元野球選手。ポジションは投手。右投右打。上海ゴールデンイーグルスに所属していた。

## WBC
2009年のワールド・ベースボール・クラシック中国代表に選ばれたが埼玉西武ライオンズとのエキシビジョンマッチに出場したのみで、本選には出場しなかった。西武戦では9回の表に登板し、2失点、2アウトを取ったところで途中交代となった。